# Wikipédia en ourdou
Wikipédia en ourdou (en ourdou : اردو ویکیپیڈیا) est l’édition de Wikipédia en ourdou, langue indo-iranienne parlée principalement au Pakistan et en Inde. L'édition est lancée en 27 janvier 2004. Son code est : ur.
Au 20 mars 2025, l'édition en ourdou contient 219 054 articles et compte 191 907 contributeurs, dont 254 contributeurs actifs et 8 administrateurs.

## Présentation

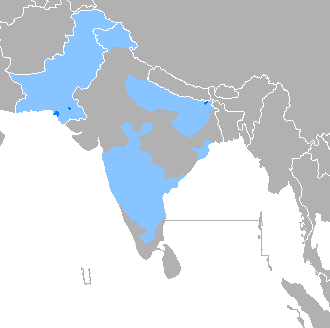
Aire de diffusion de l'ourdou.

## Statistiques
- En mars 2014, l'édition en ourdou compte quelque 75 215 articles et 4 100 utilisateurs enregistrés.
- Le 24 octobre 2022, elle contient 179 032 articles et compte 152 765 contributeurs, dont 292 contributeurs actifs et 11 administrateurs.
- Le 28 août 2024, elle contient 209 890 articles et compte 183 839 contributeurs, dont 262 contributeurs actifs et 8 administrateurs.